# Aeródromo de Palizada
El Aeródromo de Palizada (Código DGAC: PZA) es un pequeño aeropuerto ubicado en la ciudad de Palizada, Campeche y es operado por el Gobierno del Estado de Campeche. Cuenta con una pista de aterrizaje de 1,120 metros de largo y 10 metros de ancho además de una plataforma de aviación de 20m x 30m (600 metros cuadrados). El aeródromo opera solamente aviación general